# Bredalunga
Bredalunga è una frazione del comune cremonese di Sesto ed Uniti posta a nordovest del centro abitato.

## Storia
La località era un piccolo borgo agricolo di antica origine del Contado di Cremona con 100 abitanti a metà Settecento.
In età napoleonica, dal 1809 al 1816, Bredalunga fu già frazione di Sesto ed Uniti, recuperando però l'autonomia con la costituzione del Regno Lombardo-Veneto.
I governanti tedeschi tornarono tuttavia sui loro passi nel 1823, e annessero definitivamente il comune di Bredalunga a Sesto ed Uniti.